# Michel Wachenheim
Michel Wachenheim   (Saint-Maur-des-Fossés, 16 de gener de 1951) és un ambaixador francès i representant permanent de França davant l'Organització de l'Aviació Civil Internacional (OACI). Michel Wachenheim es va llicenciar a l'École polytechnique (promoció el 1972) ia l'École nationale de l'aviation civile (promoció el 1975) i va començar la seva carrera el 1977 al departament de trànsit aeri. El 2007 es converteix en cap de gabinet del Ministeri de Transports, Dominique Bussereau. L'1 de setembre del 2009 es va convertir en ambaixador de França i representant permanent de França davant l'Organització de l'Aviació Civil Internacional.
Michel Wachenheim està casat, té tres fills i és oficial de la Legió d'Honor. El finançament de l'Institut de formation universitaire et de recherche du transport aérien (Institut de Recerca i Formació en Transport Aeri) del 2009 al 2010 porta el seu nom.